# Kèra (Bassi)
Pour les articles homonymes, voir Kèra.
Ne doit pas être confondu avec Kéra.
Kèra est une commune rurale située dans le département de Bassi de la province du Zondoma dans la région Nord au Burkina Faso.

## Géographie
Kèra est situé à environ 12 km à l'est de Bassi, le chef-lieu du département, et à environ 30 km à au nord-est de Gourcy et de la route nationale 2 allant vers le nord-ouest du pays. La localité autonome de Kèra est située à 500 m au sud du centre de Kèra-Douré, la principale agglomération du secteur avec laquelle elle forme une quasi conurbation.

## Santé et éducation
Le centre de soins le plus proche de Kèra est le centre de santé et de promotion sociale (CSPS) de Kèra-Douré tandis que le centre médical se trouve à Gourcy.